# Alain Lamontagne
Pour les articles homonymes, voir Lamontagne.
Alain Lamontagne, né le 14 juillet 1952 à Montréal, est un conteur et auteur-compositeur-interprète québécois. Il est l'inventeur du terme « podorythmie ».

## Biographie
Alain Lamontagne  est né le 14 juillet 1952 à Montréal. Très tôt, dans son adolescence, il s'initie à l'harmonica. Il est influencé par les bluesmans américains. C'est un peu plus tard qu'il ajoutera une touche folklorique, ainsi que la podorythmie à sa pratique musicale.
Constatant qu'il n'existe aucun mot pour décrire les rythmes créés avec ses pieds, il invente le terme « podorythmie », qui « se définit comme un art de faire du rythme avec ses pieds sur une surface en étant assis. » Membre de la Société pour la promotion de la danse traditionnelle du Québec (SPDTQ), il utilise leurs locaux afin de donner des cours. Il enseigne également de manière informelle après des spectacles ou des représentations.

### Carrière musicale
Il poursuit une carrière internationale depuis 1976 comme harmoniciste, podorythmiste, chanteur et conteur. En effet, il a été invité à se produire sur les cinq continents. Il participe à plusieurs festivals à travers le Québec et le Canada, en plus de se produire dans des salles de spectacle et maisons de la culture.
Dans ses spectacles, Alain Lamontagne allie le conte à la chanson ainsi qu'à la musique d'ambiance.
Il a quatre disques à son actif et il a participé à deux albums collectifs. Son album Souffle s'est d'ailleurs mérité un Félix de l'album instrumental de l'année en 1983.

### Conte et culture
Il est également l'un de ceux qui ont grandement participé à la démocratisation du conte au Québec. Aux côtés de Jocelyn Bérubé, est l'un des précurseurs du renouveau du conte. Partout où il performe, on souligne son humour, son audace et sa présence unique sur la scène,.
En 1994, il est président du jury pour la section « Conte et conteurs » aux Jeux de la Francophonie qui se sont déroulés à Paris.
En 2007, il est porte-parole du Festival Mémoires et Racines, à Joliette.
Il est également connu pour son implication chez les jeunes. En 2008, il est porte-parole de la Semaine québécoise des arts et de la culture à l'école et pour l'ensemble des activités et des ressources culturelles rassemblées sous la signature La culture, toute une école! (MCCCF-MELS). Il donne notamment des ateliers qui ont pour thématique le conte, et ce, à tous les niveaux d'éducation. Dans ces activités, il propose aux élèves de créer un conte collectif ou individuel en intégrant le dessin, la musique et d'autres médias. Le but de ces ateliers est de sensibiliser les jeunes à l'art, à la lecture et à la musique.
Il contribue en faisant des partitions pour le cinéma, particulièrement pour l'ONF, pour la télévision (SRC) et pour la danse.

## Œuvres

### Ouvrages collectifs
- L'harmonica sans professeur (avec Michel Aubin), Montréal, Éditions de l'Homme, 1996, 192 p.  (ISBN 2761912314)

- Le musicien et ses histoires (et al.), Montréal, Éditions Fides, 2007, 189 p.  (ISBN 9782762127362)

### Discographie
- 1976 : Musique à bouche (Le Tamanoir – TAM-27006)[5]
- 1978 : Les réjouissances (Le Tamanoir 2-TAMX-31298, Divers interprètes / Enregistré au Théâtre Outremont les 2 & 3 décembre 1977)
- 1982 : Souffle (Auvidis – AV 4465; Kébec-Disc – KD-550; Auvidis – AV 5465, 1985)[6]
- 1987 : Alièno (Justin Time – JTC-8409-4)[7]
- 1995 : De toute beauté (avec Michel Donato, Transit (8) – TRMC-9111)[8]
- 2005 : Le petit chien de laine (Divers interprètes. Disque hommage à Lionel Daunais)

## Prix et honneurs
- 1983 : lauréat du Prix Félix de l'Album instrumental de l'année[1]
- 1994 : Président du Jury pour le volet Contes des IIes Jeux de la Francophonie[3]
- 2003 : lauréat du Prix Anselme-Chiasson pour l'ensemble de son œuvre au Festival Contes en Îles[9]